# 黑衫軍
黑衫軍（義大利語：Camicie Nere），正式名稱為國家安全義勇軍（義大利語：Milizia Volontaria per la Sicurezza Nazionale，簡稱MVSN），是義大利的一個民兵組織，為國家法西斯黨領袖本尼托·墨索里尼創建。黑衫軍最初只是國家法西斯黨組建的一個準軍事部隊。1922年，墨索里尼動用黑衫軍發起向羅馬進軍，成功成為了義大利首相。1923年法西斯黨上臺之後，成為一個效忠於義大利王國的民兵組織(前身是義大利詩人鄧南遮的武裝力量支持者)。
黑衫軍的前身是squadristi，於1919年建立，為國家法西斯黨前身義大利戰鬥者法西斯下轄的一個組織。這個組織由許多對現狀不滿的前士兵組成。他們的任務是領導向他們的死敵社會主義戰鬥。1922年10月，墨索里尼發動向羅馬進軍時，曾動用了200,000名黑衫軍。國家法西斯黨奪權以後，squadristi被改組為民兵（milizia），使用著各種各樣的旗幟（bandiere）。1923年2月1日，黑衫軍成為了「國家安全義勇軍」，直到1943年9月8日義大利與盟國停戰為止。納粹德國在義大利北方扶植的義大利社會共和國，黑衫軍被改組入国民共和国卫队之中。